# Diane Cary
Pour les articles homonymes, voir Cary et Civita (homonymie).
Diane Cary est une actrice italo-américaine. Elle se fait connaître grâce au rôle de Harmony Moore dans la mini-série V, ainsi que V, la Bataille finale (V: The Final Battle), et de Miss Nance dans Superminds (Misfits of Science).
Elle est aussi connue sous le nom de Diane Civita, entre 1973 et 1990.

## Biographie

### Jeunesse et formation
Diane Cary grandit dans le village de Croton-on-Hudson, dans l'État de New York, où elle fait ses débuts d'actrice à l'âge de 13 ans au festival de Shakespeare de Croton. Jeune, elle reçoit une bourse au Département des arts théâtraux de l'université de Denver et obtient son diplôme avec distinction, Phi Beta Kappa.

### Carrière
En 1973, Diane Cary, sous le pseudonyme de Diane Civita, commence sa carrière à la télévision, interprétant une fille sur l'annonce du journal dans le téléfilm dramatique She Lives! de Stuart Hagmann. Même année, elle apparaît dans la série d'anthologie pour enfants et adolescents ABC Afterschool Special, dans le rôle de la réceptionniste.
En 1976, elle décroche un rôle dans deux épisodes de Super Jaimie (The Bionic Woman), avec Lindsay Wagner, ainsi qu'un autre rôle pour la même série en 1978, avant d'être aux côtés de Bill Bixby dans L'Incroyable Hulk (The Incredible Hulk).
En 1983, elle incarne la serveuse Harmony Moore dans la mini-série de science-fiction V en deux épisodes, où son personnage rencontre un extraterrestre Willie (interprété par Robert Englund). Cette série est suivie, en 1984, d'une seconde mini-série V, la Bataille finale (V: The Final Battle) en trois épisodes.
En 1985, elle devient mademoiselle Nance, la secrétaire démotivée des docteurs Hayes (Dean Paul Martin) et Lincoln (Kevin Peter Hall) à la société Humanidyne, sous la responsabilité de Dick Stetmeyer (Max Wright), dans la série fantastique Superminds (Misfits of Science), jusqu’en 1986.
En 1987, elle retrouve l'acteur Max Wright dans un épisode de la série Alf.
En 1989, elle retrouve Kenneth Johnson, créateur de l'univers V, pour jouer la mère de Jill (interprétée par Molly Morgan) dans le téléfilm de science-fiction Alien Nation, et la suite Futur immédiat 2: Les esclaves du futur (Alien Nation: Dark Horizon) en 1994.
À partir de 1990, elle décroche des petits rôles dans les séries télévisées, telles que Les Contes de la crypte (Tales from the Crypt) et les nouvelles aventures de Zorro, ainsi que Le Justicier des ténèbres (Forever Knight, 1992), Les Feux de l'amour (The Young and the Restless, 1993), La Loi de Los Angeles (L.A. Law, 1994), Dark Skies : L'Impossible Vérité (Dark Skies, 1996) et Cold Case: Affaires classées (Cold Case, 2006).
En 2006, elle est l'assistante de Bradford dans Ugly Betty.
En 2015, elle retrouve l'acteur Robert Englund, trente ans après la série V, avec qui elle interprète le rôle de Rebecca dans le film d'horreur Kantemir de Ben Samuels.

### Vie privée
Diane Cary est mariée à James D. Parriott, créateur et producteur délégué des séries télévisées Voyages au bout du temps (Voyagers!), Superminds (Misfits of Science), Le Justicier des ténèbres (Forever Knight) et Defying Gravity.

## Filmographie

### Cinéma

#### Longs métrages
- 1983 : El Norte de Gregory Nava : Alice Harper
- 1990 : Un ange de trop (Heart Condition) de James D. Parriott : Terri Rinselle
- 1998 : Good de James D. Parriott : Deena
- 2015 : Kantemir de Ben Samuels : Rebecca
- 2015 : Haraka d'Hans Beimler : Cindy
- 2017 : American Fango de Gabriele Altobelli : la serveuse

### Télévision

#### Téléfilms
- 1973 : She Lives! de Stuart Hagmann : la fille sur l'annonce du journal
- 1974 : It Couldn't Happen to a Nicer Guy de Cy Howard
- 1985 : Kids Don't Tell de Sam O'Steen : Sandra Luce
- 1989 : Alien Nation de Kenneth Johnson : la mère de Jill
- 1994 : Futur immédiat 2: Les esclaves du futur (Alien Nation: Dark Horizon) de Kenneth Johnson : Penny

#### Séries télévisées
- 1973 : ABC Afterschool Special : la réceptionniste (saison 2, épisode 2 : My Dad Lives in a Downtown Hotel)
- 1974 : The Fisher Family : Sally (épisode Memory of a Name)
- 1976 : Super Jaimie (The Bionic Woman) : Arlene Hart (2 épisodes)
- 1978 : Super Jaimie (The Bionic Woman) : Madeline Boylin (saison 3, épisode 21 : Rancho Outcast)
- 1978 : L'Incroyable Hulk (The Incredible Hulk) : Carrie (saison 1, épisode 10 : Life and Death)
- 1980 : The Stockard Channing Show : la serveuse (épisode : A Funny Thing Happened on the Way to the Unemployment Office)
- 1983 : Voyages au bout du temps (Voyagers!) : Annie Oakley (saison 1, épisode 12 : Buffalo Bill and Annie Play the Palace)
- 1983 : V : Harmony Moore (2 épisodes)
- 1984 : V, la Bataille finale (V: The Final Battle) : Harmony Moore (3 épisodes)
- 1984-1985 : Hot Pursuit : Dolly (2 épisodes)
- 1985-1986 : Superminds (Misfits of Science) : Miss Nance (15 épisodes)
- 1987 : Alf : Mlle Vine (saison 1, épisode 18 : Border Song)
- 1987 : Fame : Mlle Maguire (saison 6, épisode 23 : Alice Doesn't Work Here Anymore)
- 1989 : CBS Schoolbreak Special : Mlle Appling (saison 7, épisode 1 : Frog Girl: The Jenifer Graham Story)
- 1989 : The New Adam-12 : Mme Quinn (saison 1, épisode 18 : Going Home)
- 1990 : Les Contes de la crypte (Tales from the Crypt) : une hôtesse (saison 2, épisode 3 : Cutting Cards)
- 1990 : Zorro : Myatana, la médium (saison 1, épisode 22 : The Unhappy Medium)
- 1992 : Le Justicier des ténèbres (Forever Knight) : Dr Christina Noble (saison 1, épisode 10 : Dead Air)
- 1993 : Les Feux de l'amour (The Young and the Restless) : Gladys (épisode 15099)
- 1994 : La Loi de Los Angeles (L.A. Law) : Atty de Mme Greer (saison 8, épisode 20 : How Am I Driving?)
- 1996 : Matt Waters : Casey Villanueva (6 épisodes)
- 1996 : Le Justicier des ténèbres (Forever Knight) : Laura Stone (saison 3, épisode 17 : Avenging Angel)
- 1996 : Dark Skies : L'Impossible Vérité (Dark Skies) : Cassie (saison 1, épisode 8 : Hostile Convergence)
- 2006 : Cold Case: Affaires classées (Cold Case) : Alison Huxley (saison 4, épisode 7 : The Key)
- 2006 : Ugly Betty : l'assistante de Bradford (3 épisodes)
- 2008 : Starter Wife (The Starter Wife) : Jan Moore (saison 1, épisode 9 : Her Old Man & The Sea)
- 2009 : Defying Gravity : Beverly Barnes, la mère de Zoe (saison 1, épisode 5 : Rubicon)